# مارك كارون
مارك كارون هو عسكري وضابط كندي، ولد في 1 يونيو 1954 في مونتريال في كندا.